# Comane (rivière)
Cet article concerne la rivière française. Pour la francisation du mot Comana, voir Comane.
La Comane est une rivière du département de la Drôme dans la région Auvergne-Rhône-Alpes et un affluent de la Drôme, donc un sous affluent du fleuve le Rhône. 

## Géographie
De 11,7 km de longueur, la Comane prend sa source au pied du massif du parc naturel régional du Vercors dans la commune de Chamaloc.
La Comane conflue en rive droite de la Drôme au nord de la commune de Die.

### Communes et cantons traversés
Dans le seul département de la Drôme, la Comane traverse les deux seules communes, de l'amont vers l'aval, de Chamaloc (source), et Die (confluence).
Soit en termes de cantons, la Comane prend source et conflue dans le même canton du Diois, dans l'arrondissement de Die, et dans l'intercommunalité communauté de communes du Diois.

### Bassin versant
La Comane traverse une seule zone hydrographique « La Drôme du Bès à la Sure »,.

### Organisme gestionnaire
L'organisme gestionnaire est le Syndicat mixte de la rivière Drôme.

## Affluents
Elle a comme principaux affluents les ruisseaux de Vaudonne (rd), Bergu (rg) et Bouillanne (rd), tous de moins de cinq kilomètres de longueur et de rang de Strahler un (sans affluent).

### Rang de Strahler
Donc le rang de Strahler de la Comane est de deux.